# Ruta de Rhode Island 100
La Ruta de Rhode Island 100, y abreviada R.I. 100 (en inglés: Rhode Island Route 100) es una carretera estatal estadounidense ubicada en el estado de Rhode Island. La carretera inicia en el Sur desde la  Ruta 102     en Chepachet hacia el Norte en la Wallum Lake Road en Douglas, MA. La carretera tiene una longitud de 12,9 km (8 mi).

## Mantenimiento
Al igual que las autopistas interestatales, y las rutas federales y el resto de carreteras estatales, la Ruta de Rhode Island 100 es administrada y mantenida por el Departamento de Transporte de Rhode Island por sus siglas en inglés RIDOT.

## Cruces
La Ruta de Rhode Island 100 es atravesada principalmente por la  Ruta 98     en Chepachet.